# Klostergasse 2 (Heilbronn)
Das Haus Klostergasse 2 in Heilbronn war ein historisches Gebäude, das seit 1927 unter Denkmalschutz stand. Bei dem Luftangriff auf Heilbronn am 4. Dezember 1944 wurde das Gebäude zerstört.

## Architektur und Skulptur
Das alemannische Fachwerkhaus zeigte an der Ecke über einer Konsole die Steinskulptur eines Löwen, der in der rechten Tatze einen kleinen Mädchenkopf hielt und im 11. oder 12. Jahrhundert geschaffen wurde.

## Geschichte
Das Haus gehörte zuletzt dem Weinhändler Lang-Schoellkopf. Die Weinhandlung Schoellkopf wurde 1862 von Robert Schoellkopf in der Klostergasse 2 gegründet, nach dem Ersten Weltkrieg erfolgte der Umzug in die Jakobsgasse. Nach der Zerstörung im Jahre 1944 wurde die Weinhandlung in der Sonnengasse wieder errichtet; Geschäftsführer waren Hella Schoellkopf, Else Schoellkopf sowie Werner Schoellkopf.